# Вулиця Павла Глазового (Київ)
Ву́лиця Павла Глазового — вулиця у Святошинському районі м. Києва, розташована в межах Авіамістечка та Святошина. Пролягає від Авіаконструкторської вулиці до тупика.
Прилучаються вулиці Володимира Гапоненка і Василя Степанченка.

## Історія
Вулиця виникла у середині ХХ століття, мала назву Виноградарський провулок. З 1976 року мала назву вулиця Григорія Онискевича на честь радянського військового пілота-винищувача, Героя Радянського Союзу полковника Г. Д. Онискевича (1918–1968). Сучасна назва на честь українського поета-гумориста та сатирика Павла Глазового — з 2024 року. 